# Juegos Mundiales de 2009
Los Juegos Mundiales de 2009 (en chino, 2009年世界運動會; pinyin, 2009 Nián shìjiè yùndònghuì) fueron la octava edición de los Juegos Mundiales. Fueron un evento multideportivo internacional celebrado en Kaohsiung, Taiwán (bajo el nombre de China Taipéi) desde el 16 de julio al 26 de julio de 2009. Los juegos presentaban deportes que no se disputan en los Juegos Olímpicos.
Cerca de 6.000 atletas, dirigentes, entrenadores, árbitros, y otras personas de 103 países participaron en estos juegos, estableciendo un récord para esta competencia multideportiva. Los juegos fueron también el primer evento deportivo internacional celebrado en territorio taiwanés.

## Emblema
El diseño del emblema de los Juegos Mundiales 2009 se basa en el primer carácter chino del nombre de la ciudad. El carácter "kao" (高) significa alto o superior en español. El topónimmo fue estilizado como un listón multicolor para dar una imagen de festividad; los colores cálidos: naranja y magenta fueron colocados en la parte superior y los fríos: verde y azul en la parte inferior para simbolizar el sol reflejándose en el mar y a Kaohsiung como una vibrante ciudad a la orilla del mar bañada siempre por los rayos de sol.